# كلمة الله (رواية)
كلمة الله هي رواية للكاتب الأردني أيمن العتوم، صدرت طبعتها الأولى عام 2015 عن المؤسسة العربية للدراسات والنشر، وتقع الرواية في 245 صفحة من القطع المتوسط. وكعادة الكاتب أيمن العتوم في رواياته، فقد اقتبس العنوان من القرآن الكريم. وتناقش الرواية في جانبها الأكبر الاختلاف بين المسيحية والإسلام في النظرة لشخصية المسيح المحورية في كليهما؛ حيث أراد الكاتب أن يثبت خطأ الاعتقاد الكنسي في المسيح وأن المسيح ليس إلهاً كما تصفه المسيحية، كما تتطرق الرواية إلى ظاهرتي الإلحاد والغُلو. ويذكر أن الرواية قد أثارت ضجة في الأوساط المسيحية الأردنية؛ حيث حاولت بعض الجهات منعها. كما أن هناك من يربط بين الرواية وحادثة حقيقية حدثت في الأردن لفتاة مسيحية اسمها بتول حداد تحولت للإسلام في محاضرة لأحد الدعاة المعروفين وتحمل اسم بطلة الرواية أيضاً، كما أنها قُتلت على يد والدها بصورة تشابه إلى حد كبير طريقة موت البطلة في الرواية .

## أحداث الرواية
تبدأ الرواية في إحدى القرى المسيحية، حيث توجد كنيسة قديمة في أعلى مكانٍ فيها يشرف عليها الأسقف أبرام ومساعده دانيال وزئيف وعدد من الراهبات. وتعيش في القرية مريم «التي وهبت نفسها للرّب» وزوجها وهيب مع أبنائهما سلوى وبتول ووائل الذي لم يكن ابنهما حقيقةً؛ وإنما عملا على تربيته فأصبح ابناً لهما، حيث كان رضيعاً في كنف الكنيسة ترعاه راهبة تُدعى هيلينا والتي وُجدت جثةً بعد رفضها أن يُأخذ منها وائل، والذي أصبح فيما بعد تحت رعاية مريم ووهيب وقد اتخذوه ابناً لهما. تبدأ العقدة في الظهور بعد أن تصبح بتول طالبةً في الجامعة في المدينة؛ إذ تضطر للسكن فيها، نظراً للمسافة بين القرية والمدينة، وفي الجامعة تتعرف على صالح المسلم زميلها في الكلية والذي أحبته، وقد كان للنقاشات التي دارت بينهما وبين زميلهما الملحد مراد الدور الأبرز في أن تتحول عن دينها للإسلام. وقد كانت نهاية الثلاث مأساوية؛ فبتول قد عذبتها الكنيسة بأبشع الوسائل قبل أن يقتلها والدها بطريقة بشعة بسبب اختيارها، وهو الذي لطالما كانت بتول أحب شيء إليه، وصالح خطفته جماعة من الغلاة، فقد هال البعض أن تتحول بتول عن دينهم كما كان الغُلاة ينقمون منه ما يعتقدونه ليناً وإعطاءاً للدنية من الدّين؛ فاجتمع عليه النقيضان اللذان اتفقا على دمه، وأما مراد فقد قتلته جماعة من الغلاة حرْقاً، ولم يستطيعوا أن يواجهوه كما فعل صالح؛ إذ قارع الحجة بالحجة.

## اقتباسات من الرواية
- لا أحد يعرف ماذا يحدث حين يهبط طائر الحب على القلب.[3]
- الأسرار أشواكٌ في الصدر، لا تنزعها إلا الكلمة الطيبة تسمعها من وفي، أو مسامرةٌ تخلو بها إلى رفيق، أو مناجاةٌ إلى من يقدر ويحفظ الغيبة.[4]
- إن الفكرة إذا ملأت كيان الإنسان عذبته، وظلت تحوم في وجدانه كأنها نحلةٌ إن لم تجد منفذاً لسعت فأوجعت.[5]

## وصلات خارجية
- صفحة الشاعر والكاتب أيمن العتوم على موقع Facebook  على فيسبوك.
- صفحة الشاعر والكاتب أيمن العتوم على موقع Twitter
- صفحة الشاعر والكاتب أيمن العتوم على موقع Goodreds